# Jan Šimůnek
 (août 2025).
Jan Šimůnek est un footballeur tchèque né le 20 février 1987 à Prague.

## Carrière

### Clubs
- 2004-2007 : Sparta Prague  République tchèque
  - 2006-2007 : SK Kladno  République tchèque (prêt)
- 2007-2010 : VfL Wolfsburg  Allemagne
- 2010- : 1. FC Kaiserslautern  Allemagne

## Palmarès

### Clubs
- Sparta Prague
  - Vainqueur du Championnat de République tchèque en 2005. (1 match disputé)
- VfL Wolfsburg
  - Vainqueur de la Bundesliga en 2009.

### Sélection
- Tchéquie
  - Finaliste de la Coupe du monde des moins de 20 ans en 2007.